# Salve Regina University
La Salve Regina University è un'università privata di indirizzo cattolico con sede a Newport, nello stato americano del Rhode Island.
Il Salve Regina College fu fondato il 6 marzo 1934 dalle suore della misericordia. Il college fu elevato al rango di university nel 1991.